# Gustav Schwarzenegger
Gustav Schwarzenegger (17  de agosto de 1907 – 13  de dezembro de 1972) foi um chefe de polícia austríaco (Gendarmeriekommandant), inspetor postal, membro da Sturmabteilung (SA) e policial militar. Ele era o pai de Arnold Schwarzenegger.

## Biografia
Gustav Schwarzenegger nasceu em Graz, filho de Karl Schwarzenegger (1872–1927) e da esposa Cecelia (nascida Hinterleitner, 1878–1968). Seu avô paterno, Ernst Mach, era tcheco e veio da pequena vila de Chocov perto de Mladá Vožice, no Reino da Boêmia, Terras da Coroa Boêmia, Império Austríaco. Ernst teve um filho fora do casamento com Kunigunde Schwarzenegger, e a criança foi originalmente chamada de Carl Mach, mas depois adotou o sobrenome de sua mãe, Schwarzenegger.

## Partido Nazista e filiação à SA
De acordo com documentos obtidos em 2003 do Arquivo Estatal Austríaco pelo Los Angeles Times, Schwarzenegger solicitou a adesão à Sturmabteilung (SA), a ala paramilitar do Partido Nazista (NSDAP), em 1 de março de 1939. A Áustria tornou-se parte da Alemanha Nazista após ser anexada em 12 de março de 1938. Um registro separado obtido pelo Centro Wiesenthal indica que ele solicitou a adesão antes da anexação, mas foi aceito apenas em janeiro de 1941.  
Schwarzenegger também se candidatou para se tornar um membro da SA em 1º de maio de 1939, um ano após a anexação da Áustria, numa época em que a filiação à SA estava em declínio. A SA tinha 900.000 membros em 1940, abaixo dos 4,2 milhões em 1934. Este declínio de seis anos na filiação à SA foi um resultado prolongado do expurgo de três dias conhecido como Noite das Facas Longas, um expurgo político realizado por Adolf Hitler contra a SA, visto naquela época como muito radical e muito poderoso por líderes militares e industriais seniores dentro do NSDAP. 

## Carreira militar
Schwarzenegger serviu no Exército Austríaco de 1930 a 1937, alcançando o posto de comandante de seção e, em 1937, tornou-se policial. Após alistar-se na Wehrmacht em novembro de 1939, Schwarzenegger, de acordo com seu Soldbuch, ganhou o posto de Stabsfeldwebel (sargento-mor) da Feldgendarmerie, que atuava como unidades de polícia militar. Ele serviu na Polônia, França, Bélgica, Ucrânia, Lituânia e União Soviética. Sua unidade era a Feldgendarmerie-Abteilung 521 (mot.), parte do Grupo Panzer 4.
Ferido em ação no Cerco de Leningrado, em Leningrado, Rússia, em 22 de agosto de 1942, Schwarzenegger foi condecorado com a Cruz de Ferro de 1ª e 2ª classes por bravura, a Medalha Oriental e o Distintivo de Ferido de 3ª classe; ele também recebeu atenção médica significativa para seus ferimentos. Inicialmente tratado em um hospital militar em Łódź, a capital do Governo Geral, de acordo com os registros, Schwarzenegger também sofreu recorrentes crises de malária, o que levou à sua dispensa em fevereiro de 1944. Considerado inapto para o serviço ativo, ele retornou a Graz, Alpine e Danube Reichsgaue (Áustria), onde foi designado para trabalhar como inspetor postal.
Um documento de registro de saúde o descreve como uma "pessoa calma e confiável, não particularmente notável" e avalia seu intelecto como "médio". Ursula Schwarz, historiadora do Centro de Documentação da Resistência Austríaca de Viena, argumentou que a carreira de Schwarzenegger foi bastante típica para sua geração, e que nenhuma evidência surgiu diretamente ligando-o à participação em crimes de guerra ou abusos contra civis. Ele retomou sua carreira policial em 1947. 

## Vida posterior e morte
Schwarzenegger casou-se com a viúva de guerra Aurelia "Reli" Jadrny (29 de julho de 1922 – 2 de agosto de 1998) em 20 de outubro de 1945, em Mürzsteg, Estíria, então na Áustria ocupada pelos Aliados. Mais tarde, eles tiveram dois filhos, Meinhard e Arnold; Meinhard morreu em 20 de maio de 1971 em um acidente de carro enquanto dirigia sozinho e bêbado em uma estrada de montanha.
Schwarzenegger morreu de um derrame em 13 de dezembro de 1972, aos 65 anos, em Weiz, Estíria, Áustria, para onde havia sido transferido como policial. Ao visitar o Cemitério de Weiz em agosto de 1998, onde seu marido foi enterrado, Aurelia Jadrny Schwarzenegger morreu de um ataque cardíaco aos 76 anos; ela está enterrada ao lado dele. Seu filho, Arnold, declarou no filme Pumping Iron que não compareceu ao funeral de seu pai, mas o diretor do filme, George Butler, disse mais tarde que era uma história que Arnold havia se apropriado de um boxeador, para fazer parecer que ele poderia impedir que sua vida pessoal interferisse em seu treinamento atlético.
As notícias sobre as ligações nazistas de Schwarzenegger surgiram pela primeira vez em 1990, quando Arnold Schwarzenegger pediu ao Centro Simon Wiesenthal, uma organização que ele apoiava há muito tempo, para pesquisar o passado de seu pai. O Centro encontrou os registros do exército de seu pai e a filiação ao partido NSDAP, mas não descobriu nenhuma conexão com crimes de guerra ou com a organização paramilitar, a Schutzstaffel (SS). O interesse da mídia ressurgiu quando Arnold concorreu ao cargo de governador da Califórnia na eleição revogatória do estado em 2003. 
Em um vídeo de 2021 feito em resposta ao ataque ao Capitólio dos Estados Unidos, seu filho Arnold relembrou publicamente, pela primeira vez, como Gustav estava frequentemente bêbado e abusava de sua família quando Arnold era jovem. Ele atribuiu esse comportamento à culpa e à vergonha pelo que Gustav e outros nazistas e colaboradores perpetraram ou permitiram durante a guerra. Seu filho trouxe à tona o impacto da guerra sobre Gustav novamente em um vídeo de 2022 sobre a invasão russa da Ucrânia, no qual ele pediu aos soldados russos que descontinuassem sua invasão para não "serem quebrados como [seu] pai".